# Zaprionus ghesquierei
Zaprionus ghesquierei is een vliegensoort uit de familie van de fruitvliegen (Drosophilidae). De wetenschappelijke naam van de soort werd voor het eerst geldig gepubliceerd in 1937 door Albert Collart.